# 聖羅薩區 (埃爾科廖省)
聖羅薩區（西班牙語：Distrito de Santa Rosa），是秘魯的一個區，位於該國東南部普諾大區的埃爾科廖省，始建於1854年5月2日，面積2,524平方公里，海拔高度3,960米，2007年人口6,663，人口密度每平方公里2.6人。